# São Julião
São Julião là một đô thị thuộc bang Piauí, Brasil. Đô thị này có diện tích 298,106 km², dân số năm 2007 là 6047 người, mật độ 20,28 người/km².